# Iugatio-capitatio
La iugatio-capitatio è il sistema di esazione fiscale messo a punto da Diocleziano, che determina l'ammontare dell'annona.

## Finalità
Tale sistema combinava due imposte preesistenti, la iugatio (che colpiva le rendite fondiarie) e la capitatio (che colpiva le persone fisiche). Secondo tale metodologia il complesso delle terre coltivabili veniva suddiviso, nelle varie diocesi, in base al tipo di coltura e al loro rendimento, in unità fiscali dette iuga, mentre la popolazione veniva invece suddivisa in unità fiscali dette capita. Il valore assegnato a iuga e capita non era fisso, ma variava in base alle singole province e alle necessità del bilancio statale.
Proprio per razionalizzare in un insieme organico la massa delle imposte, Diocleziano impose la fusione di tutte le imposte dirette, fondiarie e personali, in un'unica imposta, appunto la iugatio-capitatio, prelevata sull'insieme dei fattori produttivi: uomini, bestie, terre, dopo avere stabilito l'imponibile sulla base di un gigantesco catasto della ricchezza dell'intero Impero.
La iugatio-capitatio finì però con il legare il contadino alla terra, contribuendo alla formazione dei servi della gleba: infatti, così come una terra senza contadino non può essere sottoposta a imposta, vale lo stesso per un contadino senza terra. Così il governo romano vincolò una grande massa di contadini alla terra, mentre per tassare quelli senza terra (commercianti, industriali) Costantino I introdusse una nuova tassa, auri lustralis collatio, particolarmente gravosa per i soggetti colpiti.

## Durata
Il sistema fiscale romano della iugatio-capitatio sopravvisse fino alla fine del VII secolo per poi scomparire sotto il regno di Giustiniano II. Era un sistema fiscale che stabiliva in anticipo l'ammontare delle tasse da pagare in natura (ma spesso pagate in denaro per aderazione), senza tener conto di carestie, pestilenze, terremoti, inondazioni, devastazioni dei barbari, cattivi raccolti. Le autorità erano disposte a ridurre i carichi fiscali solo in caso di catastrofi molto gravi, che non potevano passare inosservate. Le fonti attestano che, in caso di anni di cattivo raccolto, i cittadini che non riuscivano a racimolare il necessario per pagare le tasse (di norma in natura, salvo nei casi di aderazione) abbandonavano spesso per la disperazione i loro possedimenti per sfuggire agli esattori.
L'imperatore Anastasio (491-518) ridusse le tasse e abolì l'imposta lustrale ma quando Eraclio I (610-641) nel 628 riprese ai Persiani la Siria e l'Egitto, fu costretto, per pagare i debiti contratti con la Chiesa e per riempire le vuote casse statali, ad aumentare in modo insostenibile la pressione fiscale nelle province appena recuperate, nonostante fossero state pesantemente devastate dalla guerra contro i Persiani e quindi non in grado di fornire buoni raccolti. Il restaurato dominio bizantino in Siria e in Egitto divenne così rapidamente impopolare, non solo per l'insostenibile pressione fiscale, ma anche per la persecuzione dei Monofisiti e delle altre minoranze religiose o eresie. I contribuenti della Siria e dell'Egitto, impossibilitati a pagare e consci che se non avessero pagato si sarebbero dovuti aspettare confische e ulteriori duri provvedimenti, preferirono sottomettersi agli invasori arabi, che, anche se li costringevano a pagare tasse discriminatorie (i musulmani erano esentati), erano perlomeno tasse più basse di quelle imperiali. Inoltre gli arabi erano più tolleranti dal punto di vista religioso rispetto ai bizantini.
Giustiniano II separò la tassa personale da quella del terreno, elevando le tasse personali (che colpirono tutti) e portando a un aumento dei contadini liberi.